# Let the River Run
"Let the River Run" és una cançó escrita, composta i interpretada per la cantant i compositora estatunidenca Carly Simon, i el tema de la pel·lícula de 1988 Working Girl de Mike Nichols.
La cançó va guanyar l'Oscar a la millor cançó original, el Globus d'Or a la millor cançó original (empatada amb "Two Hearts" de Phil Collins i Lamont Dozier de Buster), i el premi Grammy a la millor cançó escrita específicament per a una pel·lícula o televisió. Simon es va convertir en el primer artista de la història a guanyar aquest trio de premis per una cançó composta i escrita, a més d'interpretada, íntegrament per un sol artista.
La banda sonora de Working Girl va ser llançada el 1989 i va assolir el número 45 del Billboard 200, i també conté una versió coral de la cançó amb el cor de l'escola St. Thomas de la ciutat de Nova York.

## Composició i recepció
Simon ha afirmat que va trobar inspiració per a la lletra llegint primer el guió original i després els poemes de Walt Whitman. Musicalment, volia escriure un himne a Nova York amb un ritme de selva contemporani sota seu, per juxtaposar aquests oposats d'una manera convincent. Un comunicat al lloc web oficial de Simon reconeix que "les frases 'Silver Cities Rise' i 'The New Jerusalem' semblen haver adquirit un nou significat per a molta gent, però la cançó no va ser composta originalment amb cap toc polític i/o religiós en particular". Tanmateix, la frase "nova Jerusalem" ha estat reconeguda per altres observadors com una al·lusió a les obres de William Blake. La cançó incorpora elements de gospel, pop i rock.
Es va gravar i es va publicar un vídeo musical de la cançó, amb Simon, juntament amb les actrius de Working Girl Melanie Griffith i Joan Cusack, a bord del Staten Island Ferry. Com a senzill, la cançó va assolir les posicions màximes en els número 49 del Billboard Hot 100 i el número 11 de la llista Billboard Adult Contemporary el 1989. La cançó segueix sent un dels èxits més estimats i reconeixibles de Simon, i ha aparegut en múltiples recopilacions del seu treball, inclosa la caixa de tres discos Clouds in My Coffee (1995), la importació britànica The Very Best of Carly Simon: Nobody Does It Better (1998), la retrospectiva de dos discos Anthology (2002), el senzill Reflections: Carly Simon's Great-Hits (2004) i la llista de reproducció de Sony Music: The Very Best of Carly Simon (2014).
Cash Box va dir que "potser és la composició de cançons més poderosa que Simon ha fet mai. Una sensació de tambor trencat subratlla un himne brillant per a la classe treballadora. La melodia amb tint de gospel s'eleva, inspira; la lletra evoca visions d'una nació que només necessita deixar que el riu de l'esperança segueixi el seu curs. Simon ofereix una veu remarcable, plena d'intensitat apassionada".

## Premis

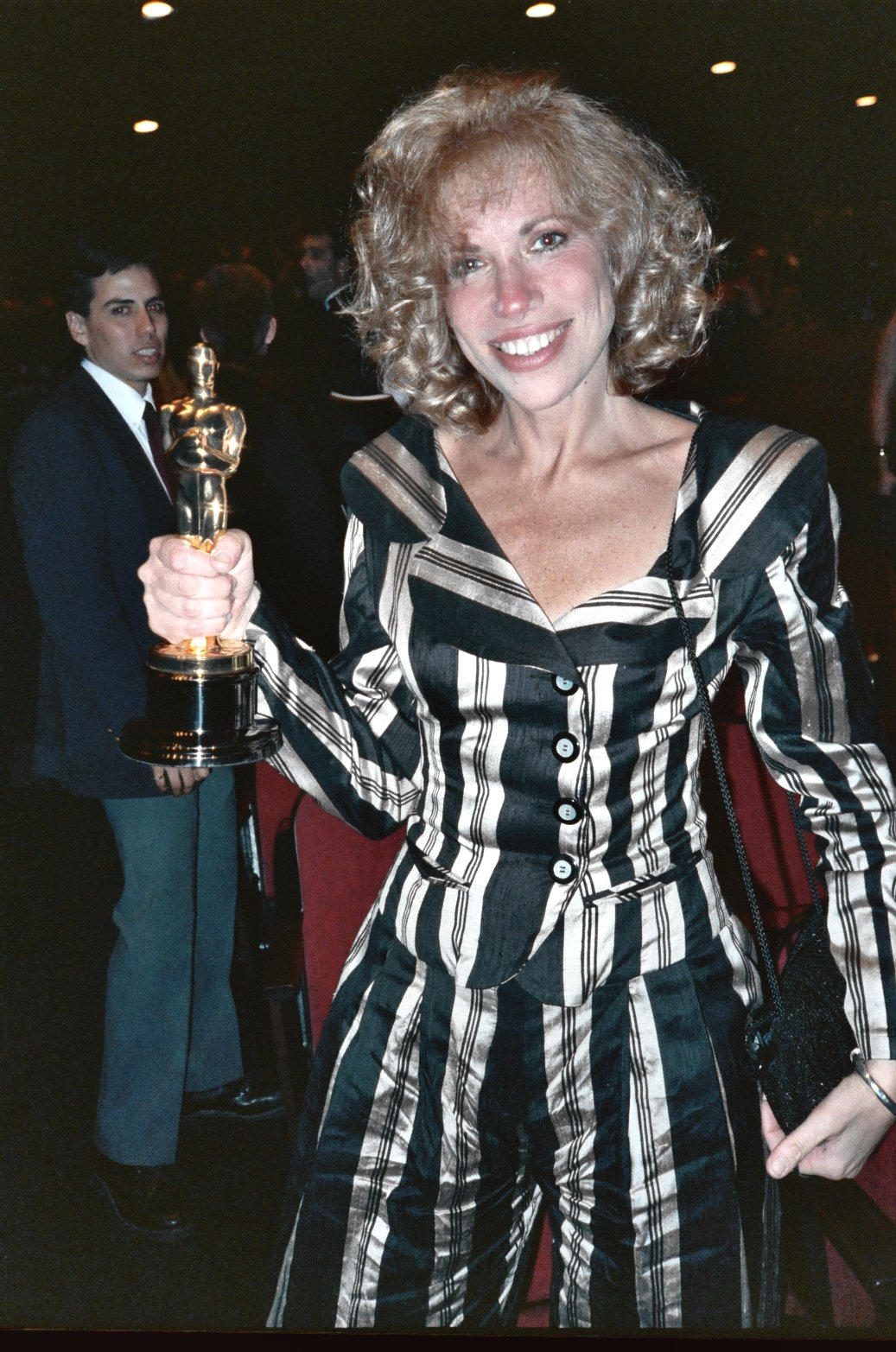
Simon als Premis Oscar de 1988 (març de 1989).

Simon es va convertir en la primera artista de la història (home o dona) a guanyar un premi Grammy, un premi Globus d'Or i un Oscar per una cançó composta i escrita, així com interpretada, completament per un sol artista.
| Any  | Premi                                    | Categoria                                                            | Destinatari | Resultat  | Ref.   |
| ---- | ---------------------------------------- | -------------------------------------------------------------------- | ----------- | --------- | ------ |
| 1989 | Oscar                                    | Millor Cançó Original                                                | Carly Simon | Guanyador | [ 9 ]  |
| 1989 | Premis Globus d'Or                       | Millor Cançó Original                                                | Carly Simon | Guanyador | [ 10 ] |
| 1989 | Premis de la Música de Boston            | Cançó/compositor destacat                                            | Carly Simon | Nominat   | [ 11 ] |
| 1990 | Premis de cinema de l'Acadèmia Britànica | Millor música de pel·lícula                                          | Carly Simon | Nominat   | [ 12 ] |
| 1990 | Premis Grammy                            | Millor cançó escrita específicament per a una pel·lícula o televisió | Carly Simon | Guanyador | [ 13 ] |

## Llegat
«Let the River Run» és la primera de les dues úniques cançons que han guanyat els tres premis principals (Oscar, Globus d'Or i Grammy), tot i que han estat compostes, escrites i interpretades íntegrament per un sol artista; l'altra és «Streets of Philadelphia», de Bruce Springsteen, de Filadèlfia. Barbra Streisand va compartir l'Oscar, el Globus d'Or i el Grammy per "Evergreen (Love Theme from A Star is Born)", que va compondre i escriure amb el lletrista Paul Williams (per la qual també va guanyar el premi Grammy a la millor interpretació vocal pop femenina). Annie Lennox va guanyar els tres premis: per "Into the West" d'El Senyor dels Anells: El Retorn del Rei, i els va compartir amb els altres compositors i lletristes: Fran Walsh i Howard Shore. Més recentment, Adele va rebre l'Oscar, el Globus d'Or i el Grammy pel seu tema "Skyfall", coescrit amb el productor Paul Epworth per a la pel·lícula de James Bond Skyfall del 2012.
El 2001, la cançó es va utilitzar per a un anunci del Servei Postal dels Estats Units arran dels atacs amb àntrax de 2001.
El 2004, la cançó va aparèixer dues vegades a la pel·lícula Little Black Book, la mateixa Simon també va aparèixer al final de la pel·lícula. Aquell mateix any, la cançó va ser classificada al número 91 a la llista AFI's 100 Years... 100 Songs.
El 2009, Simon va tornar a gravar la cançó per al seu àlbum Never Been Gone. L'11 de setembre d'aquell any, Simon va interpretar la cançó amb els seus fills, Sally Taylor i Ben Taylor, al recinte del World Trade Center per honorar les vides perdudes en la destrucció de les Torres Bessones vuit anys abans.
El 2014, Simon va publicar un senzill de la cançó versionada per Máiréad Carlin i Damian McGinty, que havia estat l'himne per a les celebracions de la Ciutat de la Cultura del Regne Unit de Derry-Londonderry. McGinty i Carlin van cantar la cançó amb Simon durant la Gala dels Premis Oceana Partners a Beverly Hills, Califòrnia.
El gener de 2019, la cançó va ser objecte d'un episodi del programa Soul Music de BBC Radio 4, on es va examinar la influència cultural de la cançó.
A l'octubre de 2019, la cançó es va utilitzar darrere dels crèdits finals de la temporada 31, episodi 2 de la sèrie de televisió Fox Els Simpson.
A l'octubre de 2019, a més de ser el títol de l'episodi, la cançó es va utilitzar durant diversos moments clau del primer episodi de la segona temporada de Castle Rock.

## Llista de cançons
senzill de 7"
- "Let The River Run" – 3:40
- "The Turn Of The Tide" – 4:04

## Personal
- Vivian Cherry - veu (fons)
- Kacey Cisyk - veu (fons)
- Mickey Curry - bateria
- Frank Filipetti - mescla
- Frank Floyd - veu (fons)
- Gordon Grody - veu (fons)
- Lani Groves - veu (fons)
- Tim Leitner - enginyer
- Rob Mounsey - teclats, productor
- Jimmy Ryan - guitarra
- Frank Simms - veu (fons)
- Carly Simon - productora, veu
- Vaneese Thomas - veu (fons)
- Kurt Yaghjian - veu (fons)